# Humanos arcaicos

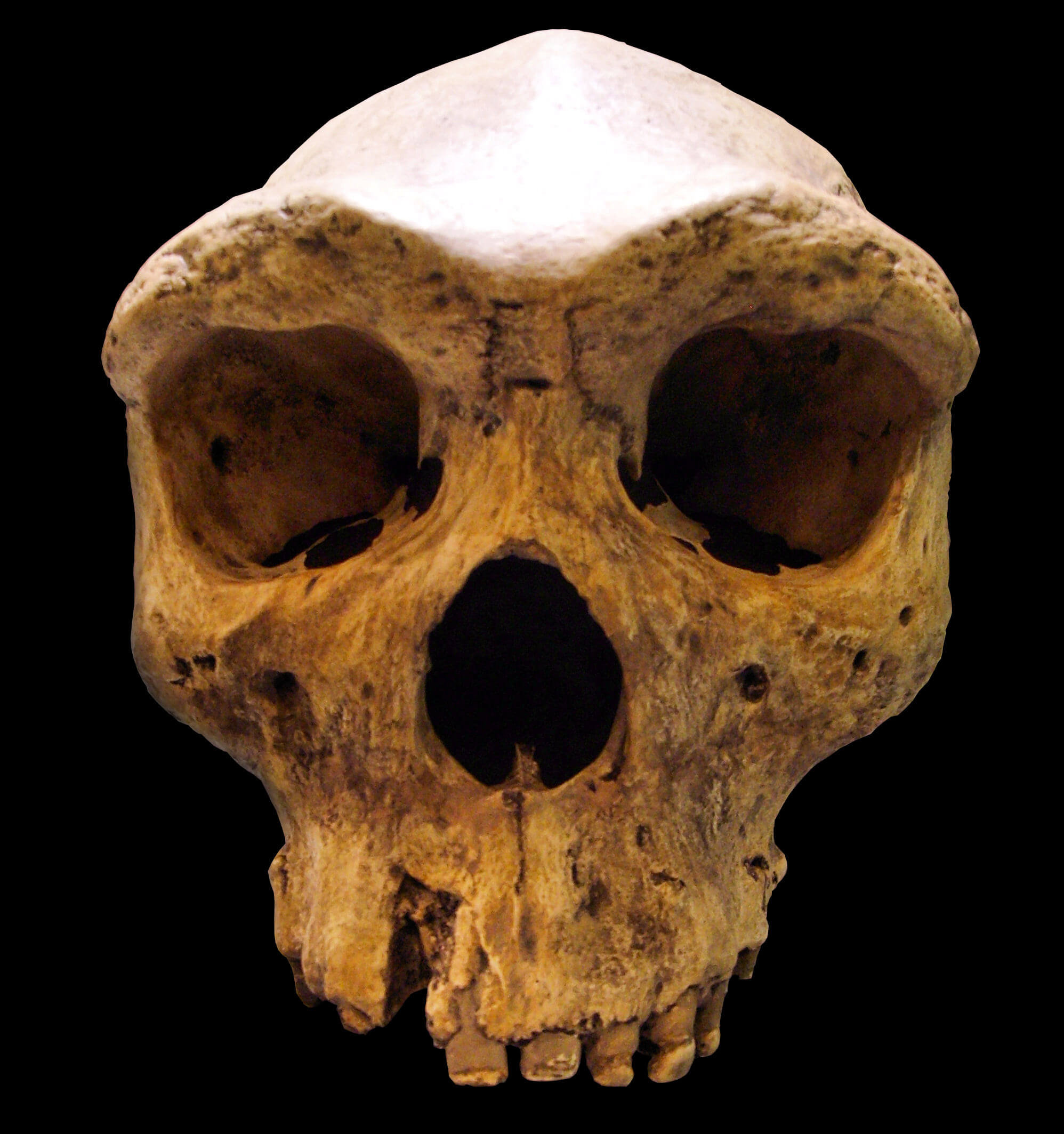
Cráneo de Homo rhodesiensis hallado en Kabwe (Zambia). Tiene una edad de entre 800 000 y 600 000, similar al Homo erectus, dependiendo del método de datación que se utilice. Unos 130 000 años según la datación por racemización de aminoácidos

En la categoría de humanos arcaicos se agrupan numerosas variedades de Homo que existieron en el periodo que comenzó hace 500 000 (500 ka). Suele incluir al Homo neanderthalensis (40 - 300 ka), Homo rhodesiensis (125 - 300 ka), Homo heidelbergensis (200 - 600 ka) y en ocasiones también al Homo antecessor (800 - 1200 ka). Esta categoría se diferencia de los humanos anatómicamente modernos, que incluyen al  Homo sapiens sapiens y la subespecie Homo sapiens idaltu. 
Según algunas teorías, los humanos modernos evolucionaron de los humanos arcaicos, que a su vez descendían del Homo erectus. Algunas variedades de humanos arcaicos se incluyen en ocasiones en la denominación «Homo sapiens» ya que el tamaño de su cerebro es muy similar al de los humanos modernos. Los arcaicos tenían un cerebro de 1200 a 1400 cc, que coincide en parte con el rango de los modernos (1100 – 1300 cc.). Los humanos arcaicos se distinguen de los anatómicamente modernos por tener un grueso cráneo, un arco superciliar prominente y una barbilla poco acentuada.
Los humanos anatómicamente modernos aparecieron hace unos 200 000 años, y hace unos 70 000 fueron marginando gradualmente a las variedades arcaicas (ver la Teoría de la catástrofe de Toba). Es seguro que algunas variedades no modernas de Homo sobrevivieron hasta hace 30 000 años, y quizás hasta hace solo 10 000. Cuáles de estas variedades se incluyen en el término «humano arcaico» es una cuestión de definición y varía de un autor a otro. No obstante, según estudios genéticos recientes, los humanos modernos podrían haber procreado con al menos dos grupos de humanos antiguos: los neandertales y el homínido de Denísova. Otros estudios arrojan dudas sobre la posibilidad de que el mestizaje sea la causa de que los humanos arcaicos y modernos compartan marcadores genéticos, y se decantan por un origen ancestral de estos rasgos que se remontaría a hace entre 500 000 y 800 000 años.
Nuevas evidencias sugieren que otro grupo también podrían haberse extinguido hace solo 11 500 años, los Hombres de la cueva de los ciervos de China. Christopher Stringer, investigador del Museo de Historia Natural de Londres cree que este pueblo podría ser el resultado del cruce entre homínidos de Denísova y humanos modernos. Otros científicos son escépticos, y consideran que los únicos rasgos comunes entran dentro de las variaciones previsibles en las poblaciones humanas.

## Terminología y definición

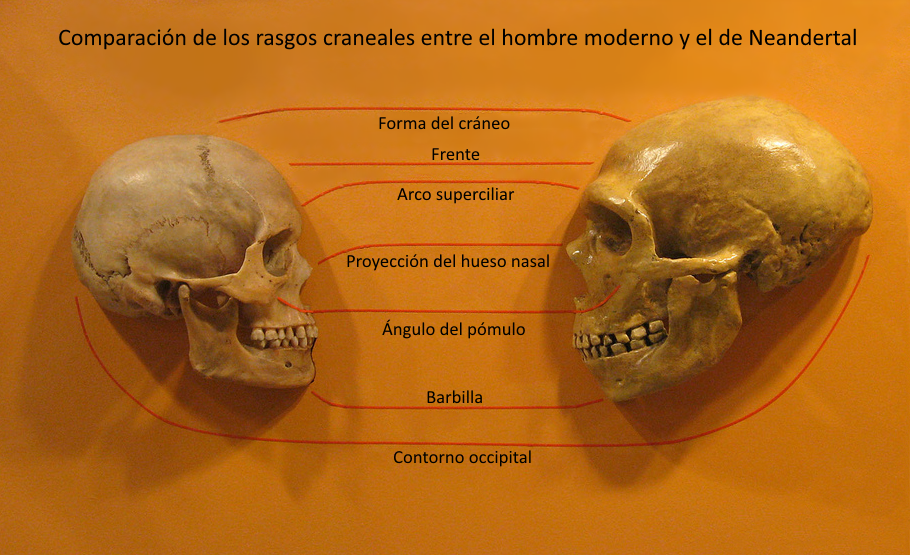
Comparación anatómica de los cráneos de humano moderno (izquierda) y Homo neanderthalensis (derecha)

La categoría de humano arcaico carece de una definición única y consensuada. Según una definición, Homo sapiens es una sola especie que comprende varias subespecies de humanos modernos y arcaicos. Bajo esta definición, los humanos modernos se denominan Homo sapiens sapiens, y los arcaicos se denominan Homo sapiens seguido de su designación específica: Homo sapiens neanderthalensis, Homo sapiens heidelbergensis, etc. Otros taxonomistas prefieren considerar a los humanos arcaicos y modernos como varias especies distintas, en cuyo caso se utiliza la taxonomía estándar: Homo rhodesiensis, Homo neanderthalensis, etc.
No están claras las líneas divisorias que separan a los humanos modernos de los Homo sapiens arcaicos y a los arcaicos del Homo erectus. Los fósiles más antiguos conocidos de humanos anatómicamente modernos, como el hombre de Kibish (de hace 195 000 años), el Homo sapiens idaltu (de hace 160 000) o los restos encontrados en Qafzeh (de hace 90 000 años), son humanos modernos reconocibles. No obstante, estos primeros humanos modernos exhiben una mezcla de rasgos, por ejemplo, arcos superciliares poco prominentes.
Es un tema no cerrado y de gran debate entre los paleoantropólogos. Además de los nombres tradicionales de Homo sapiens arcaico y Homo heidelberguensis, existen otros de enfoque más regional: Homo rhodesiensis (África), Homo soloensis (Indonesia), Homo daliensis (norte de China), y Homo mabaensis (sur de China).

## Expansión del tamaño del cerebro
La aparición de los humanos arcaicos se utiliza en ocasiones como ejemplo de equilibrio puntuado. Este equilibrio se produce cuando una especie pasa por evoluciones biológicas importantes en periodos relativamente cortos separados por largos periodos sin cambios significativos. El tamaño del cerebro de los humanos arcaicos aumentó considerablemente, de los 900 cc. del Homo erectus a los 1300 cc. Desde el máximo volumen alcanzado en los arcaicos, el tamaño del cerebro humano se ha reducido.

## Origen del lenguaje
Robin Dunbar argumenta que los humanos arcaicos fueron los primeros en utilizar el lenguaje. Basándose en su análisis de la relación entre el tamaño del cerebro y el tamaño del grupo de hominoideos, concluyó que al tener grandes cerebros, los humanos arcaicos tenían que vivir en grupos de más de 120 individuos. Dumbar afirma que no era posible vivir en grupos tan numerosos sin utilizar el lenguaje, de otra forma no habría cohesión y el grupo se desintegraría. Como comparación, los chimpancés viven en grupos de hasta 50 individuos.

## Industria lítica
Las herramientas de piedra de los humanos arcaicos no son muy distintas de las de Homo erectus. En Europa, África y el Sur de Asia, la técnica se basa en un núcleo y lascas de piedra, bifaces líticos o hachas de mano, herramientas características del Paleolítico Inferior, mientras que en Asia oriental, las herramientas corresponden a la industria olduvayense, también característica del Paleolítico Inferior, sin hachas de mano, pero sí con herramientas de cortar. Este patrón de hallazgos arqueológicos sigue una línea, llamada la Línea de Movius, ya que fue propuesta por este arqueólogo en 1948.

## Fósiles
- Sierra de Atapuerca, (sima de los Huesos)
- Hombre de Altamura
- Cráneo de Kabwe
- Cráneo de Steinheim